# مطار دنقلا
مطار دنقلا أو (بالإنجليزية: Dongola airport)‏ هو مطار يخدم عاصمة الأقليم الشمالي السودان.

## المرافق
المطار يقع على إرتفاع يزيد عن سطح البحر بما يعادل 773 قدم (236)م ، كما أن له مدرج مطار 17/35 مزود بسطح أسفلت قياس (9,843 × 148 قدم).

## الإتجاهات
- الخطوط الجوية السودانية - الخرطوم ، وادي حلفا ، بورتسودان